# Hynobius stejnegeri
Hynobius stejnegeri é uma espécie de anfíbio caudado pertencente à família Hynobiidae. Endêmica do Japão.